# Hospital Universitario Príncipe de Asturias
El Hospital Universitario Príncipe de Asturias (HUPA) es una institución sanitaria perteneciente al Servicio Madrileño de Salud (SERMAS), ubicado en el Campus Exterior de la Universidad de Alcalá. El edificio consta de seis plantas con una superficie total construida de 81.930 m², es obra de los arquitectos Cabello de Castro, Toledo y Vaamonde. La planta baja y la primera están dedicadas principalmente a las áreas de urgencias, consultas, quirófanos y servicios de admisión, así como dirección y gestión, el resto de las plantas se dedica fundamentalmente a la hospitalización.
El proyecto de reforma y ampliación del Servicio de Urgencias del Hospital Universitario Príncipe de Asturias (HUPA), fue llevado a cabo por Árgola Arquitectos para adecuar instalaciones antiguas a los nuevos estándares hospitalarios, se enfrentó al desafío de mantener la operatividad del servicio durante el proceso. Este proyecto incluyó la construcción de nuevas instalaciones conectadas por pasadizos de comunicación, la ampliación de áreas funcionales mediante la prolongación de forjados existentes, y la realización de obras previas para habilitar espacios interiores, como la adecuación de un sótano para realojos, todo ello gestionado mediante un estricto plan de etapas y fases.

## Asistencia sanitaria
Es un hospital general de agudos, que presta asistencia sanitaria especializada a una población de 450.000 habitantes. Abarca la ciudad de Alcalá de Henares, y a los municipios de Anchuelo, Camarma de Esteruelas, Corpa, Meco, Pezuela de las Torres, Santorcaz, Los Santos de la Humosa, Torres de la Alameda, Valdeavero, Valverde de Alcalá y Villalbilla. Es uno de los hospitales públicos de la Dirección Asistencial Este de la Comunidad Autónoma de Madrid, junto al Hospital Universitario Ramón y Cajal y al Hospital de Torrejón.

### Recursos humanos
Cuenta con 2.556 profesionales distribuidos según categorías: 635 médicos, 658 enfermeras, 497 auxiliares de enfermería, 139 técnicos especialistas, 34 fisioterapéutas, 28 matronas, 10 equipo directivo, 5 terapéutas y 550 de personal no sanitario.

### Recursos materiales
Dispone de 507 camas de hospitalización, 18 puestos de hospital de día médico y 30 puestos de hospital de día psiquiátricos. Tiene 153 locales de consultas, 14 quirófanos y 3 paritorios. En 2011 se amplió y reformó por segunda vez el Servicio de Urgencias.

### Servicios disponibles
En su cartera de servicios sanitarios ofrece las siguientes especialidades:
- Alergología
- Análisis Clínicos
- Anatomía Patológica
- Anestesiología y Reanimación
- Aparato Digestivo
- Bioquímica Clínica
- Cardiología
- Cirugía General y del Aparato Digestivo
- Cirugía Oral y Maxilofacial
- Dermatología
- Endocrinología y Nutrición
- Farmacología Clínica
- Ginecología
- Hematología y Hemoterapia
- Medicina del Trabajo
- Medicina Intensiva
- Medicina Interna
- Medicina Nuclear
- Medicina Preventiva y Salud Pública
- Microbiología y Parasitología
- Nefrología
- Neonatología
- Neumología
- Neurología
- Obstetricia
- Oftalmología
- Oncología Médica
- Otorrinolaringología
- Pediatría
- Psiquiatría
- Radiodiagnóstico
- Rehabilitación
- Reproducción
- Reumatología
- Traumatología
- Urología

## Docencia

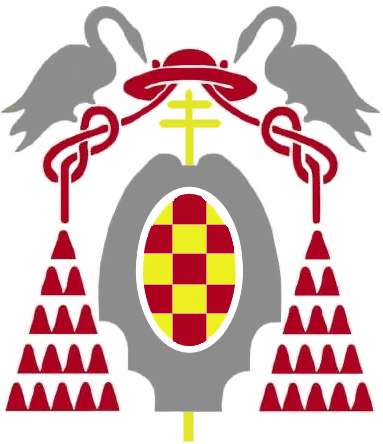
Escudo de la Universidad de Alcalá.

Es uno de los hospitales universitarios de la Facultad de Medicina de la Universidad de Alcalá; comparte la docencia de pregrado con el Hospital Universitario Ramón y Cajal, el Hospital Universitario de Guadalajara y el Hospital Central de la Defensa Gómez Ulla. Además, imparte formación postgrado (167 médicos residentes MIR y 11 enfermeros residentes) y formación continuada para su propio personal. Es también hospital docente de la Escuela Universitaria de Enfermería y Fisioterapia de la Universidad de Alcalá.

## Investigación
Posee una Fundación para la Investigación Biomédica cuyo objetivo principal es el fomento y desarrollo de la investigación. Ofrece a los facultativos del hospital, incluyendo residentes, ayuda técnica y económica a proyectos de investigación, estancias en otros centros y premios a publicaciones y tesis doctorales.

## Acceso al hospital

### En autobús

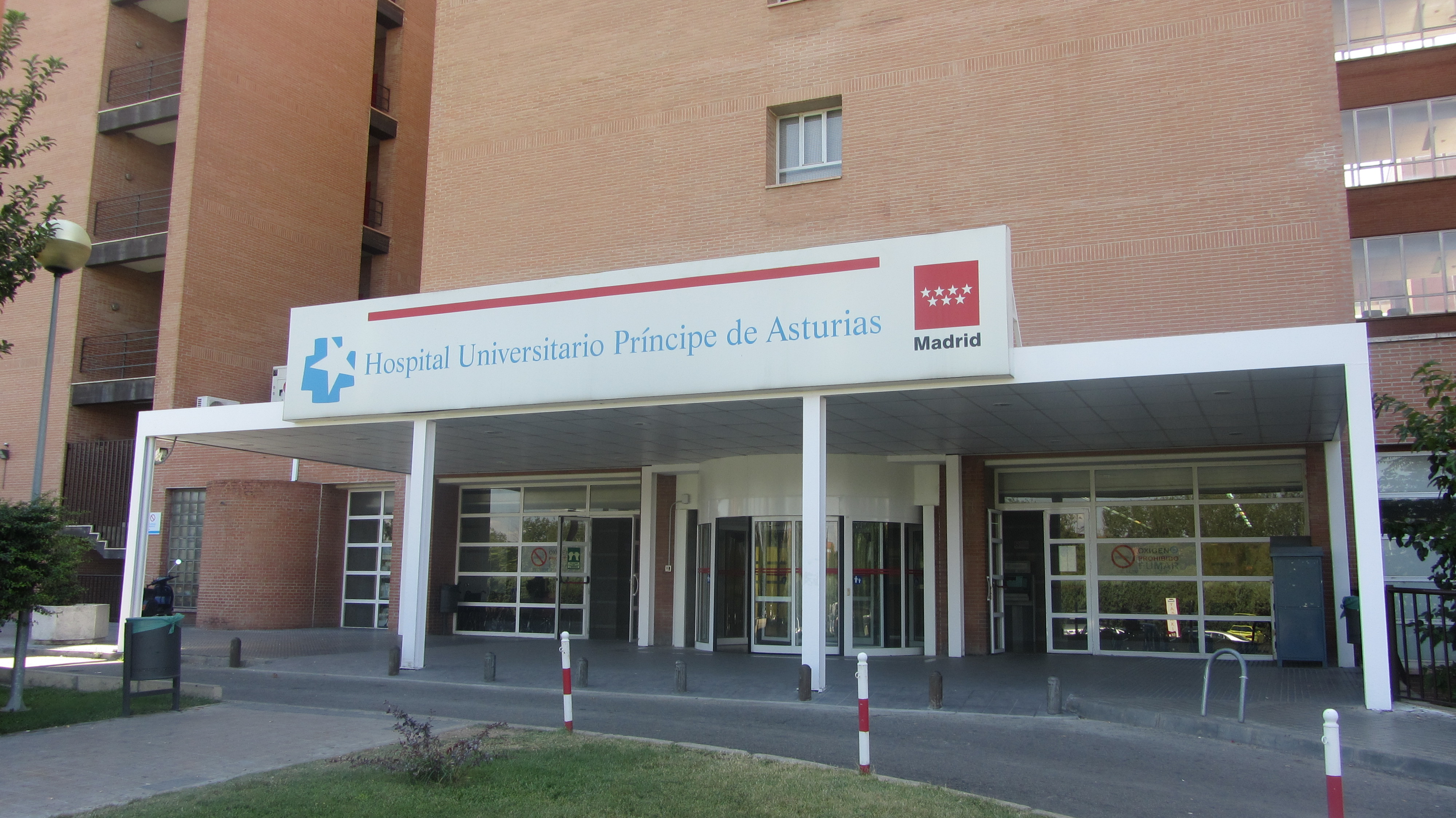
Entrada principal del Hospital Príncipe de Asturias.

Prestan servicio al hospital las siguientes líneas interurbanas, operadas por ALSA:
| Línea | Recorrido                                                                  |
| ----- | -------------------------------------------------------------------------- |
| 227   | Madrid (Avenida de América) – Alcalá de Henares (Espartales - Universidad) |
| 232   | Alcalá de Henares – Torres de la Alameda                                   |
| 250   | Alcalá de Henares – Meco                                                   |
| 824   | Madrid (Aeropuerto) - Torrejón de Ardoz - Alcalá de Henares                |
| N202  | Madrid (Avenida de América) – Torrejón de Ardoz - Alcalá de Henares        |

También prestan servicio las siguientes líneas urbanas, operadas por Monbus:
| Línea | Recorrido                                           |
| ----- | --------------------------------------------------- |
| 1A    | Circular Alcalá de Henares (en sentido horario)     |
| 1B    | Circular Alcalá de Henares (en sentido antihorario) |
| 2     | Puerta de Santa Ana - Universidad / Hospital        |
| 3     | Cuatro Caños - Universidad / Hospital - Espartales  |

### En tren
El hospital se encuentra aproximadamente a unos diez minutos a pie de la estación de Alcalá-Universidad, donde prestan servicio las siguientes líneas de Renfe Cercanías Madrid:
| Línea | Recorrido                                                                    |
| ----- | ---------------------------------------------------------------------------- |
|       | Guadalajara - Alcalá de Henares - Atocha - Chamartín                         |
|       | Guadalajara - Alcalá de Henares - Atocha - Chamartín - Villalba - Cercedilla |

### En coche
- Desde Madrid: por la  (Autovía Madrid-Barcelona), tomando en el km 31,7 (a la altura de Alcalá de Henares) el desvío hacia Meco (M-121, también conocida como Carretera Alcalá-Meco), se accede directamente al campus de la Universidad de Alcalá y al hospital.
- Desde Guadalajara: a través de la  (sentido Madrid), tomando el desvío Meco (M-121), Alcalá de Henares (Hospital) en el km 32,2.[8]

## Hospital en el cine
En el Hospital Universitario Príncipe de Asturias se rodó la película Planta 4ª, en el año 2003, dirigida por Antonio Mercero. Se basa en las vivencias de un grupo de adolescentes en la planta de oncología. Y además se rodó la película la caja 506.